# Poniec (gromada)
Poniec – dawna gromada, czyli najmniejsza jednostka podziału terytorialnego Polskiej Rzeczypospolitej Ludowej w latach 1954–1972.
Gromady, z gromadzkimi radami narodowymi (GRN) jako organami władzy najniższego stopnia na wsi, funkcjonowały od reformy reorganizującej administrację wiejską przeprowadzonej jesienią 1954 do momentu ich zniesienia z dniem 1 stycznia 1973, tym samym wypierając organizację gminną w latach 1954–1972.
Gromadę Poniec z siedzibą GRN w mieście Poniecu (nie wchodzącym w skład gromady) utworzono – jako jedną z 8759 gromad na obszarze Polski – w powiecie gostyńskim w woj. poznańskim, na mocy uchwały nr 20/54 WRN w Poznaniu z dnia 5 października 1954. W skład jednostki weszły obszary dotychczasowych gromad Drzewce, Dzięczyna, Janiszewo, Miechcin, Śmiłowo i Wydawy oraz niektóre parcele według planów PGR Dzewce i karty 1 obrębu Czarkowo z dotychczasowej gromady Czarkowo ze zniesionej gminy Poniec w powiecie gostyńskim, a także obszar dotychczasowej gromady Waszkowo ze zniesionej gminy Bojanowo w powiecie rawickim w tymże województwie. Dla gromady ustalono 17 członków gromadzkiej rady narodowej.
1 stycznia 1960 do gromady Poniec włączono miejscowości Sarbinowo, Szurkowo i Włostki ze zniesionej gromady Sarbinowo w tymże powiecie.
31 grudnia 1961 z gromady Poniec wyłączono część obszaru wsi Wydawy (osiedle przy ul. Rydzyńskiej), włączając ją do miasta Ponieca w tymże powiecie.
4 lipca 1968 do gromady Poniec włączono obszar zniesionej gromady Łęka Mała w tymże powiecie.
1 stycznia 1970 do gromady Poniec włączono 699,93 ha z miasta Poniec w tymże powiecie, natomiast 17,86 ha (część wsi Wydawa) z gromady Poniec włączono do miasta Poniec.
Gromada przetrwała do końca 1972 roku, czyli do kolejnej reformy gminnej. 1 stycznia 1973 w powiecie gostyńskim reaktywowano gminę Poniec.